# Ханг Туах
Ханг Ту́ах (малайск.  Hang Tuah ) – легендарный герой, живший в Малаккском султанате во время правления султана Мансур-шаха. Сын дровосека, ставший флотоводцем (лаксаманой) и дипломатом, приближённым малаккских раджей (XV в.). Символ чувства долга и верности властителю. По утверждению малайзийского историка Ахмата Адама, в действительности героя звали не Ханг Туах, а Ханг Ту-ха или Ханг Тох.

## Ранняя жизнь
В молодости работал в мастерской отца. Рано проявил спиритические и военные способности. В 10 лет вместе со своими друзьями Ханг Кастури, Ханг Джебатом, Ханг Лекиром и Ханг Лекиу  учился силату и медитации у гуру и отшельника Ади Путры. Впервые проявил себя, расправившись совместно с друзьями с шайкой разбойников, напавших на бендахару (премьер-министра) Тун Перака. Бендахара наградил смельчаков и представил их султану.

## Карьера
Ханг Туах быстро выделился при дворе и занял высокую должность лаксаманы. Выполнял поручения султана, сопровождал его в зарубежных поездках, в частности в Маджапахит, где успешно смог противостоять козням главного министра Гаджа Мады. Кроме того, победив маджапахитского богатыря Таминг Сари, стал обладателем его криса, обеспечивавшего его владельцу неуязвимость в сражениях. Хитростью добыл также своему господину невесту Тун Теджу. Владел несколькими иностранными языками.
Расположенность к нему султана вызывала зависть у других царедворцев, которые неоднократно пытались оклеветать его в глазах султана, и только помощь бендахары помогала ему оставаться в живых. Однажды бендахара вместо того, чтобы выполнить приказ султана и казнить Ханг Туаха, спрятал его в безопасном месте. Его же друг Ханг Джебат, не зная этого, поднял в знак протеста против казни Ханг Туаха восстание. И только тогда бендахара сообщил султану, что лаксамана жив. Ханг Туах вернулся из ссылки и в схватке с Ханг Джебатом убил его крисом  Таминг Сари, став на века для малайцев символом верности правителю. Приписываемая ему фраза «Никогда малайцы не исчезнут с лица земли» стала лозунгом малайского национализма.

## Смерть Ханг Туаха

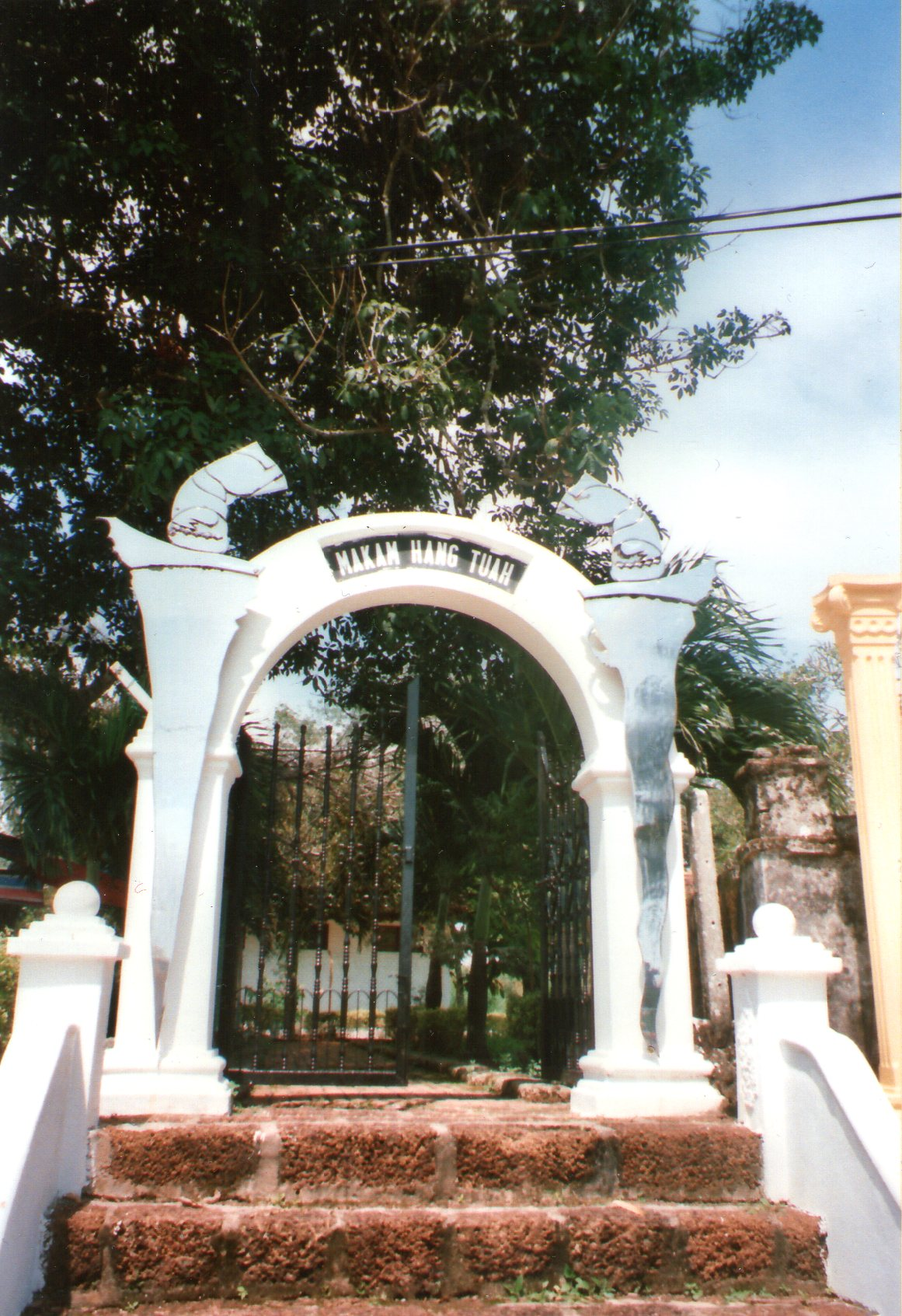
Мавзолей Ханг Туаха в Малакке, 2006 год

В Танджунг-Келинге (в 10 км. от Малакки)  имеется мавзолей Хан Туаха, однако точных свидетельств о его захоронении нет. Только одна из версий рукописи «Малайские родословия» (Тун Сри Лананг) называет это место. По версии «Повести о Ханг Туахе»,  являющейся классикой малайской литературы, он просто исчез, по другим данным, умер в Пераке.

## Ханг Туах в культуре
- «Ханг Туах» - фильм, в основу которого положена «Повесть о Ханг Туахе». Поставлен в 1956 режиссёром П. Рамли, который сыграл в нём и главную роль. На Азиатском кинофестивале в Гонконге (1956) фильм получил награду за лучшую музыку, написанную П. Рамли, и за женскую роль второго плана (актриса Зайтон)[4].
- Образ Ханг Туаха представлен ещё в трёх фильмах: «Туах» (1990), "XX Ray 2" (1995) и «Принцесса горы Леданг» (2004).
- Компьютерная игра «Ханг Туах» [5].